# Ғ (слово ћирилице)
Г са дугоулазним акцентом (Ғ ғ) је комбинација слова Г са дугоулазним акцентом.
Користи се у казашком и узбечком језику где представља звучни увуларни фрикатив /ʁ/.
Упркос сличном облику, Ғ није повезано са латиничним словом F.
У казашком, ово слово такође може представљати гласовит веларни фрикатив /ɣ/.
Такође се користило у узбечком језику пре усвајања латиничног писма 1992. године — ово слово је исто као Ǵ у узбечком латиничном алфабету.
Слово се такође користи и у азерском језику, башкирском језику, таџичком језику, каракалпачком језику и сибирскотатарском језику.
Уникод ово слово назива називом „Г са дугоулазним акцентом”.

## Употреба
| Језик                  | Ред слова у алфабету | IPA | Белешке                                                     |
| ---------------------- | -------------------- | --- | ----------------------------------------------------------- |
| Азерски језик          | 5                    | ɣ~ʁ | Слово је замењено латиничним словом Ğ у азерском језику.    |
| Башкирски језик        | 5                    | ɣ~ʁ |                                                             |
| Казашки језик          | 6                    | ɣ~ʁ | Слово ће бити замењено латиничним словом Ğ до 2023. године. |
| Сибирскотатарски језик | 6                    | ɣ~ʁ | Латинична верзија слова; Ğ.                                 |
| Каракалпачки језик     | 6                    | ɣ~ʁ | Латинична верзија слова: Ǵ.                                 |
| Таџички језик          | 5                    | ɣ~ʁ | Представљено је као слово Ƣ.                                |
| Узбечки језик          | 9                    | ɣ~ʁ | Замењено је латиничним словом Ǵ у мају 2019. године.        |

## Рачунарски кодови
| Знак                      | Ғ                                                | Ғ                                                | ғ                                              | ғ                                              |
| ------------------------- | ------------------------------------------------ | ------------------------------------------------ | ---------------------------------------------- | ---------------------------------------------- |
| Назив у Уникоду           | ВЕЛИКО ЋИРИЛИЧКО СЛОВО Г СА ДУГОУЛАЗНИМ АКЦЕНТОМ | ВЕЛИКО ЋИРИЛИЧКО СЛОВО Г СА ДУГОУЛАЗНИМ АКЦЕНТОМ | МАЛО ЋИРИЛИЧКО СЛОВО Г СА ДУГОУЛАЗНИМ АКЦЕНТОМ | МАЛО ЋИРИЛИЧКО СЛОВО Г СА ДУГОУЛАЗНИМ АКЦЕНТОМ |
| Врста кодирања            | децимална                                        | хексадецимална                                   | децимална                                      | хексадецимална                                 |
| Уникод                    | 1170                                             | U+0492                                           | 1171                                           | U+0493                                         |
| UTF-8                     | 210 146                                          | D2 92                                            | 210 147                                        | D2 93                                          |
| Нумеричка референца знака | &#1170;                                          | &#x492;                                          | &#1171;                                        | &#x493;                                        |